# Kiğı
Kiğı là một huyện thuộc tỉnh Bingöl, Thổ Nhĩ Kỳ. Huyện có diện tích 368 km² và dân số thời điểm năm 2007 là 5159 người, mật độ 14 người/km².